# 博洛
博洛（转写：Bolo；1613年—1652年），满洲愛新覺羅氏，清初將領。清太祖努爾哈赤孫，饒余敏郡王阿巴泰第三子。

## 生平
後金天聰九年（明崇禎八年，1635年），跟從討伐明軍，有軍功。清崇德元年（崇禎九年，1636年），封固山貝子。崇德二年（1637年），授與議政之職。崇德三年（1638年），授為理藩院承政。跟隨攻打寧遠，趨中後所。明將祖大壽偷襲清軍後，巴牙喇纛章京哈寧阿等與明軍相持，博洛突前奮勇追擊，祖大壽引軍退走。崇德五年（1640年），跟隨濟爾哈朗迎來歸蒙古蘇班岱，擊敗明朝軍隊，被賜良馬。再與諸王輪番圍攻錦州。崇德六年（1641年），洪承疇以十三萬人救援錦州，博洛偕阿濟格攻擊援軍，追至塔山，取獲筆架山之軍糧；又同羅洛渾等設伏阿爾齋堡，擊敗明將王樸、吳三桂。
順治元年（1644年），跟從滿清大軍入關，破李自成軍隊，進封貝勒。跟隨多鐸征戰河南，大破大順軍於潼關，攻下西安。與多鐸分兵後，連續攻克常州、蘇州、杭州。明潞王朱常淓以杭州降，而淮王朱常清亦從紹興來降。其後攻克嘉興，徇吳江，大破明將吳易軍隊，攻下江陰，被賞賜金二百、銀萬五千、鞍馬一套。
顺治二年（1645年），支援围攻江阴不克的刘良佐，博洛攻下江阴后下令屠城三日。
順治三年（南明隆武二年，1646年）被命為征南大將軍，率師駐守杭州。南明魯王朱以海在紹興監國，明將方國安在錢塘江東岸駐守，兩地相隔二百里而明軍並無船隻，當時江沙暴漲，固山額真圖賴等督兵徑涉，方國安大驚而遁，朱以海出走至台州。清軍遂入紹興，進而攻克金華，再進攻克衢州，浙江等地遂平。明唐王朱聿鍵佔據福建，博洛率師破仙霞關，攻克浦城、建寧、延平。朱聿鍵出走汀州，派遣阿濟格、尼堪、努山等率師從之，攻破汀州，生擒朱聿鍵及藩王等。明將姜正希以二萬人夜襲清軍，被博洛擊敗斬殺。博洛又破敵於分水關，克崇安。梅勒額真卓布泰等攻克福州，斬殺所置巡撫楊廷清等，招降其將鄭芝龍等二百九十餘人、馬步兵十一萬。大軍復進，攻下興化、漳州、泉州諸府。十一月，派遣昂邦章京佟養甲攻打廣東，接連攻克潮州、惠州、廣州，擊殺明唐王朱聿𨮁及諸王世子十餘人，承制以佟養甲為兩廣總督。
順治四年（1647年），師還，進封端重郡王。順治五年（1648年），被賜予所獲金幣及人口。偕同阿濟格以防喀爾喀，巡行至大同時，討伐叛將姜瓖。順治六年（1649年）正月，偕碩塞援救代州，攻克其城郭。同年三月，姜瓖部將馬得勝以五千士兵自北山逼近清軍，博洛率領千餘騎接戰，與巴牙喇纛章京鰲拜等奮力迎擊，大破叛軍，斬馘過半，姜瓖遂閉城不敢出。睿親王多爾袞由京師至軍中建議招撫，承制進為親王，命為定西大將軍。後移師至汾州，攻下清源、交城、文水、徐溝、祁諸縣，在平陽、絳州等地作戰；又派遣軍隊攻克孝義，在壽陽、平遙、遼州、榆次等地作戰屢捷。英親王阿濟格、敬謹親王尼堪等圍攻大同，巽親王滿達海、謙郡王瓦克達平定朔州、寧武。召博洛還京師，博洛上疏言及太原、平陽、汾州所屬諸縣雖漸次收復，然未攻下的地方尚且很多，惟恐撤軍後，反賊乘虛偷襲盤踞，請仍下旨留下大軍守禦。上喻遵從其見議。姜瓖既誅，與滿達海合軍攻克汾州，收復嵐、永寧二縣，在絳州孟城驛及老君廟諸地作戰，盡殲姜瓖餘黨，乃還師。順治七年（1650年），偕同滿達海、尼堪同理六部事。後因坐事，被降職為郡王。世祖親政後，恢復其爵位。再次任命博洛掌管戶部。順治九年（1652年）三月病逝，朝廷予以諡號為「定」。博洛子齊克新襲爵為端重亲王。
順治十六年（1659年），追論博洛分多爾袞遺財及以掌戶部時尚書譚泰逞私攬權而博洛不力阻兩事，奪去博洛爵位及諡號，而齊克新亦被降為貝勒。